# Roche aphanitique
Aphanite

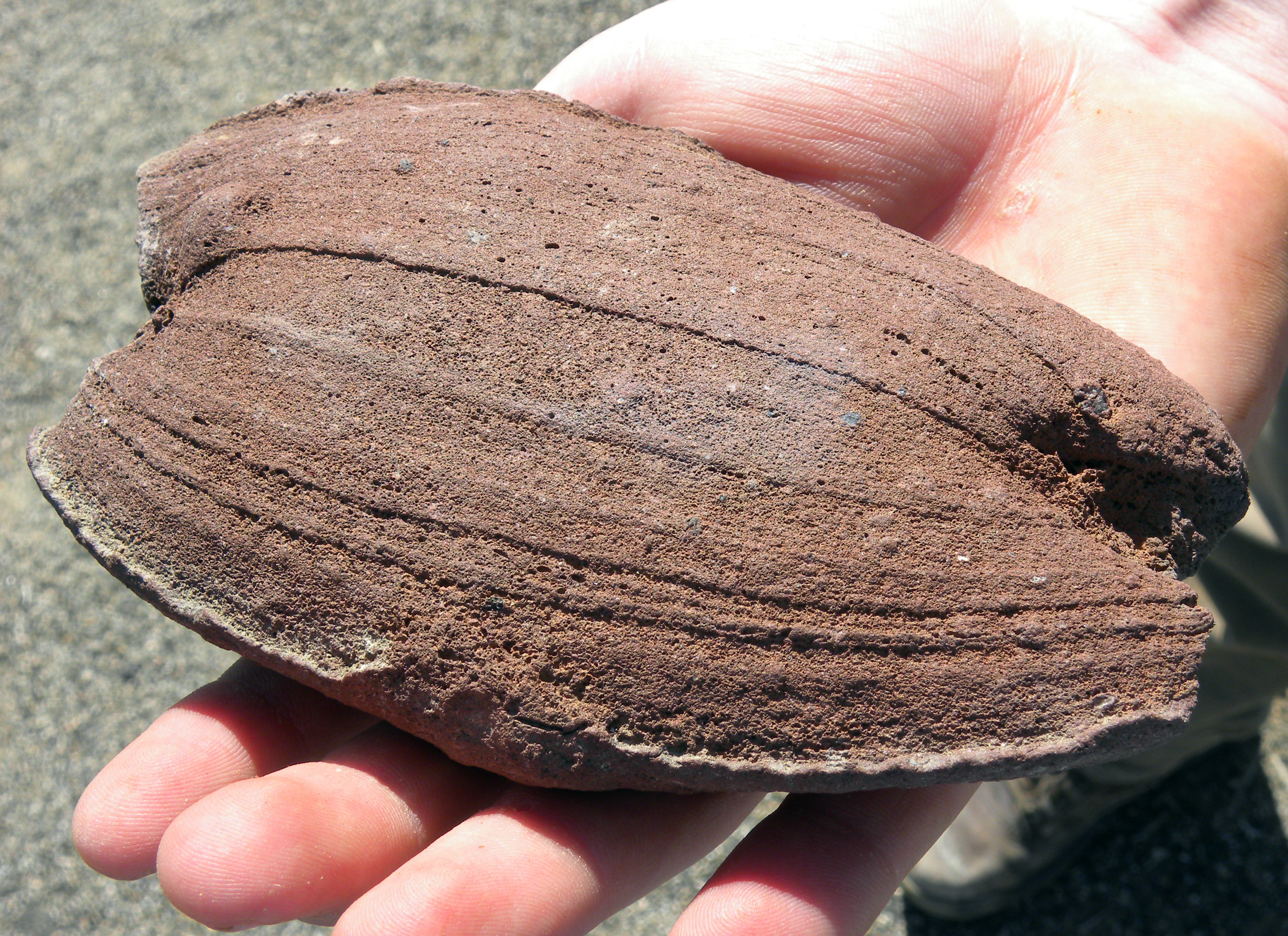
Exemple d'aphanite : une bombe volcanique découverte dans le désert des Mojaves (Californie, États-Unis).

Une roche aphanitique (ou de texture aphanitique), ou aphanite, est une roche à grain très fin, dont les cristaux sont trop petits pour être visibles à l'œil nu. Les roches dont les cristaux sont visibles à l’œil nu (ce sont des phénocristaux) sont dites phanéritiques.
En fonction de leur vitesse de refroidissement et de cristallisation, les roches volcaniques (ou extrusives) peuvent être aphanitiques (refroidissement et cristallisation rapides donnant de très petits cristaux) ou phanéritiques (refroidissement lent formant de plus gros cristaux), alors que les roches plutoniques (ou intrusives) sont toujours phanéritiques (cristallisation beaucoup plus lente).
Les aphanites étaient utilisées par les artisans du Néolithique pour fabriquer des haches et d'autres outils.

## Exemples
- Andésite
- Basalte
- Basanite
- Dacite
- Phonolite
- Rhyolite
- Trachyte